# Louis-Ferdinand Bourguignon
Louis-Ferdinand Bourguignon, francoski general, * 1880, † 1957.